# Межшлюзовая ГЭС
Межшлюзовая ГЭС — гидроэлектростанция на реке Волге, в Волгоградской области, г. Волжский. Входит в состав сооружений Волгоградского гидроузла, используя для своей работы напор, создаваемый подпорными сооружениями Волжской ГЭС. Станция интегрирована в конструкцию судоходных шлюзов гидроузла, её основная задача — создание тока воды для привлечения идущей на нерест рыбы к судоходным шлюзам. Межшлюзовая ГЭС эксплуатируется ФБУ «Администрация Волго-Донского бассейна внутренних водных путей».

## Конструкция станции
Межшлюзовая ГЭС по конструкции представляет собой деривационную электростанцию, по схеме создания напора — плотинную. Установленная мощность электростанции — 22 МВт, проектная среднегодовая выработка электроэнергии — 135 млн кВт·ч. По сооружениям ГЭС проложен автодорожный и железнодорожный переходы. Межшлюзовая ГЭС не имеет собственных подпорных сооружений, используя напор, создаваемый Волжской ГЭС. Сооружения межшлюзовой ГЭС располагаются между камерами судоходных шлюзов Волгоградского гидроузла и включают в себя:
- водозабор в виде двух прямоугольных железобетонных труб, проходящих в верхней части средних устоев верхних голов шлюзов;
- подводящий канал в виде прямоугольного железобетонного лодка длиной 263,7 м и шириной 11 м. С водозабором канал соединяется двухочковой железобетонной трубой прямоугольного сечения, длиной 40 м;
- здание ГЭС руслового типа;
- бетонированный отводящий канал-лоток трапецеидального сечения длиной 271,7 м и шириной 9,2 м, завершающийся водосбросом в нижний подходной канал шлюзов.

В здании ГЭС расположены два вертикальных гидроагрегата мощностью по 11 МВт, оборудованные поворотно-лопастными турбинами ПЛ 587-ВБ-330, работающими на расчётном напоре 17 м. Гидротурбины приводят в действие гидрогенераторы ВГС-525/84-32. Особенностью здания ГЭС является его открытая конструкция, генераторы прикрыты съёмными железобетонными колпаками. Водоприёмники здания ГЭС оборудованы плоскими аварийно-ремонтными затворами, отработавшая на турбинах вода сбрасывается в двухочковую железобетонную трубу длиной 32 м и далее в отводящий канал-лоток. Электроэнергия с генераторов по семи кабельным линиям длиной по 185 м передаётся на трансформаторную подстанцию, расположенную на левом берегу (на трансформатор ТДГ-31500/110), а с неё по ВЛ 110 кВ — на подстанцию «Зелёная» и далее в энергосистему.

## История строительства и эксплуатации
Изначальный проект Волжской (тогда — Сталинградской) ГЭС, утвержденный в 1952 году, строительства Межшлюзовой ГЭС и рыбопропускных сооружений не предусматривал. В техническом проекте станции, утверждённом в 1956 году, для пропуска идущих на нерест рыб было запланировано сооружение рыбоподъёмника. В 1957 году в ходе наблюдений на Цимлянской ГЭС и Усть-Манычском гидроузле было установлено, что идущая на нерест рыба при определённой скорости течения воды заходит в судоходные шлюзы и вместе со шлюзующимися судами проходит в водохранилище. Учитывая важное рыбохозяйственное значение Волги, было принято решение обеспечить проход рыбы через Волгоградский гидроузел не только через рыбоподъёмник, но и через судоходные шлюзы, как во время шлюзования судов, так и специальным шлюзованием рыбы. Для этого в период массового хода рыбы на нерест для её привлечения к шлюзам было необходимо обеспечить постоянный сброс воды в нижний подходной канал шлюзов. Для полезного энергетического использования энергии этой воды в 1958 году институтом «Гидропроект» было разработано проектное задание Межшлюзовой ГЭС. К этому времени строительство шлюзов уже близилось к завершению, что естественным образом ограничило варианты компоновки новой гидроэлектростанции. Станция была построена в очень сжатые сроки, в 1959—1961 годах.
По состоянию на 2018 год Межшлюзовая ГЭС эксплуатируется ФБУ «Администрация Волго-Донского бассейна внутренних водных путей». Оборудование станции отработало более 50 лет, ведутся работы по его модернизации, в частности произведена замена системы возбуждения генераторов.